# 三上俊治
三上 俊治（みかみ しゅんじ、1947年 - ）は、日本の社会学者、東洋大学名誉教授。社会心理学者をされることもあり、専門領域は、メディア・コミュニケーション論、社会情報学、情報行動論、環境メディア論、世論研究などにおよぶ。

## 経歴
1971年6月、東京大学経済学部を卒業後、大学院社会学研究科で新聞学を専攻して1978年まで在籍し、同年に東京大学新聞研究所助手となった。この間に、社会学修士を取得している。
1982年に東洋大学講師となり、1985年に助教授へ昇任して、1992年に東洋大学社会学部教授となった。2017年、東洋大学名誉教授。
2000年から2017年まで、World Internet Projectの日本チーム代表を務めた。

## おもな著書

### 単著
- 情報環境とニューメディア、学文社、1991年
- メディアコミュニケーション学への招待、学文社、2004年
- 社会情報学への招待、学文社、2005年

### 翻訳
- J.B.ペリー Jr., M.D.ピュー 著、集合行動論、東京創元社（現代社会科学叢書）、1983年
- （橋元良明、椎野信雄との共訳）クラウス・クリッペンドルフ 著、メッセージ分析の技法―「内容分析」への招待、勁草書房（Keiso communication）、1989年